# Brunetto Del Vita
Brunetto Del Vita (Castiglion Fiorentino, 12 settembre 1919 – Milano, 22 giugno 1989) è stato un produttore cinematografico, produttore televisivo e attore italiano.
Come produttore in gioventù fondò insieme a Nino Pagot e a Gustavo Petronio la Rex Film, brevemente attiva in filmati d'animazione.
Successivamente si dedicò alla produzione di spot cinematografici e televisivi tra cui, per Carosello, quelli per la Leacril, quelli per i materassi Permaflex, e soprattutto quelli del personaggio animato La Linea di Osvaldo Cavandoli per le pentole Lagostina. Il cartoon di Cavandoli divenne celebre nel mondo anche grazie a una serie televisiva della quale Del Vita produsse la prima stagione.
Recitò da protagonista nel film di Ermanno Olmi Un certo giorno. L'anno dopo, nel film di Francesco Rosi Uomini contro, fu un colonnello italiano durante la prima guerra mondiale.
È sepolto al cimitero maggiore di Milano.

## Filmografia
- Un certo giorno, regia di Ermanno Olmi (1969)
- Uomini contro, regia di Francesco Rosi (1970)

## Doppiatori italiani
- Mario Feliciani in Un certo giorno
- Roberto Bertea in Uomini contro